# 동운아나텍
동운아나텍(Dongwoon Anatech Co., Ltd.)는 대한민국의 아날로그 반도체 하드웨어 소자의 설계와 완성된 제품의 판매만을 전문으로 하는 팹리스 기업이다. 본사는 서울특별시 서초구 반포대로 22 서초 평화빌딩 13층이며 대표이사는 김동철이다.

## 사업
자동초점(AF) 드라이버IC를 공급한다 타액 당 진단기기를 개발중이다

## 같이 보기
- 동운인터내셔널

## 참고문헌
1. ↑  이권구, 동운아나텍,산업부 '타액 당측정기기 개발'과제 주관연구기관 선정, 팜뉴스, 2023.07.06
2. ↑  이경선, 동운아나텍 주가 폭등랠리...3분기 이어 4분기도 실적호전 전망, 핀포인트뉴스, 2024.01.01
3. ↑  한주엽, 중국 폰 시장 살아났다!... OIS 전문 동운아나텍 역대 최고실적, 디일렉, 2023.11.10
4. ↑  김도윤, 반도체에 헬스케어 더하니…한달새 주가 5배 폭등한 동운아나텍, 머니투데이, 2023.07.20